# Ludwig Anzengruber
Ludwig Anzengruber (Vienna, 1839 – 1899) è stato un drammaturgo austriaco.

## Biografia
Nato in una famiglia di impiegati, ebbe spesso vita difficile, ma seguì gli insegnamenti del padre, che scriveva di teatro e aveva realizzato una buona biblioteca.
Fu commesso, scrivano poliziario, direttore della rivista Figaro dal 1884 al 1888. Divenne noto con le opere Der Pfarrer von Kirchfeld (1871), un'opera incentrata sulla figura di un sacerdote, e caratterizzata da una buona struttura; Der Meineidbauer (1872) e Die Kreuzelschreiber (1872), nelle quali emerse un gusto anticlericale e di ambienti e personaggi popolareschi; ma trovò la perfezione stilistica solo con Das vierte Gebot (1878), un'anticipazione del 
naturalismo tedesco, nella quale criticò la borghesia viennese e l'educazione genitoriale.
Molte delle sue opere vennero adattate per il cinema e la televisione.
Si mise in evidenza anche con i racconti e i romanzi.

## Filmografia
- Das vierte Gebot, regia di Carl Rudolf Friese (1914)
- Das vierte Gebot, regia di Richard Oswald (1920)
- Der Meineidbauer, regia di Jacob Fleck, Luise Fleck (1926)
- Der Pfarrer von Kirchfeld, regia di Jacob Fleck e Luise Fleck (1926)
- Das vierte Gebot, regia di Eduard von Borsody (1950)
- Das vierte Gebot (film tv), regia di Walter Davy (1964)
- Das vierte Gebot (film tv) (1978)